# 段貴嬪
段貴嬪（?—?），中国十六国时代后燕的皇太后，慕容垂的貴嬪，慕容熙的养母。
401年，皇帝慕容盛遇刺身亡。皇太后丁氏立慕容熙为皇帝。慕容熙继续以帮助他继位的丁太后（实为他的嫂嫂）为皇太后。402年，慕容熙逼丁太后自杀，404年，慕容熙尊养母段氏为太后。
407年夏，后燕皇后苻训英去世，这年十月“段太后去尊号，出居外宫”。之後，史书没有这位后燕段太后的记录。